# Lindberg (Familienname)
Lindberg ist ein deutscher, dänischer, schwedischer und norwegischer Familienname.

## Herkunft und Bedeutung
Bei Lindberg handelt sich um einen Herkunfts- bzw. Wohnstättennamen.

## Namensträger

### A
- Allan Lindberg (1918–2004), schwedischer Leichtathlet
- Anna Lindberg (* 1981), schwedische Wasserspringerin

### B
- Bengt Lindberg (Chemiker) (1919–2008), schwedischer Chemiker
- Bengt Lindberg (Schachspieler) (* 1960), schwedischer Schachspieler
- Birger Lindberg (1876–1940), finnischer Bergingenieur und Schriftsteller
- Bob Lindberg (* 1945), US-amerikanischer Eishockeyspieler und -trainer
- Börje Lindberg (1928–2023), schwedischer Bildhauer

### C
- Carl Lindberg (1904–1991), Pseudonym des österreichischen Schriftstellers und Musikwissenschaftlers Alfred Baumgartner (Musikwissenschaftler)
- Carl Lindberg (Boxer), dänischer Boxer (Teilnehmer an den Olympischen Sommerspielen 1924)
- Carl Lindberg (Eisschnellläufer), schwedischer Eisschnellläufer (Teilnehmer an den Olympischen Winterspielen 1932)
- Carolus Lindberg (1889–1955), finnischer Architekt
- Chad Lindberg (* 1976), US-amerikanischer Schauspieler
- Chris Lindberg (* 1967), kanadischer Eishockeyspieler
- Christian Lindberg (* 1958), schwedischer Posaunist
- Christian Lindberg (Basketballspieler) (* 1983), dänischer Basketballspieler
- Christina Lindberg (Schauspielerin) (* 1950), schwedische Schauspielerin und Model
- Christina Lindberg (Sängerin) (* 1968), schwedische Sängerin

### D
- David C. Lindberg (1935–2015), US-amerikanischer Wissenschaftshistoriker
- David R. Lindberg (* 1948), US-amerikanischer Malakologe

### E
- Edward Lindberg (1886–1978), US-amerikanischer Leichtathlet
- Ella Lindberg, Pseudonym der deutschen Schriftstellerin Mara Winter (* 1980 oder 1981)
- Erik Lindberg (1873–1966), schwedischer Bildhauer und Graveur

### F
- Fredrik Lindberg (* 1986), schwedischer Curler

### G
- Gunilla Lindberg (* 1947), schwedische Sportfunktionärin
- Gustav Anders Lindberg († 1900), schwedischer Kakteenforscher

### H
- Hanna Lindberg (* 1983), finnlandschwedische Historikerin und Chefredakteurin von Finsk Tidskrift
- Hans Lindberg (* 1981), dänischer Handballspieler
- Hans-Dieter Lindberg (* 1940), deutscher Politiker (FDP), MdHB
- Harald Lindberg (1871–1963), finnischer Botaniker
- Hildur Lindberg (1904–1976), schwedische Schauspielerin

### I
- Ingvar Lindberg (1911–1970), schwedischer Eisschnellläufer

### J
- Jakob Lindberg (* 1952), schwedischer Lautenist
- John Lindberg (* 1959), US-amerikanischer Jazz-Musiker

### K
- Kai Lindberg (1899–1985), dänischer Politiker
- Karin Lindberg (Tischtennisspielerin) (1915–2008), deutsche Tischtennisspielerin
- Karin Lindberg (Turnerin) (1929–2020), schwedische Turnerin
- Karl Lindberg (1906–1988), schwedischer Skilangläufer
- Knut Lindberg (1882–1961), schwedischer Leichtathlet

### M
- Magnus Lindberg (* 1958), finnischer Komponist
- Marcus Lindberg (* 1980), schwedischer Fußballspieler

### N
- Nils Lindberg (1933–2022), schwedischer Jazzkomponist, Pianist und Arrangeur

### O
- Oscar Lindberg (* 1991), schwedischer Eishockeyspieler
- Oskar Lindberg (Komponist) (1887–1955), schwedischer Komponist
- Oskar Lindberg (Skilangläufer) (1894–1977), schwedischer Skilangläufer

### P
- Patrik Lindberg (* 1988), schwedischer E-Sportler
- Paula Salomon-Lindberg (1897–2000), deutsche Sängerin (Alt)
- Per Lindberg (1890–1944), schwedischer Theater- und Filmregisseur
- Per-Ola Lindberg (1940–2022), schwedischer Schwimmer

### S
- Sextus Otto Lindberg (1835–1889), schwedischer Bryologe
- Sigge Lindberg (1897–1977), schwedischer Fußballspieler
- Stig Lindberg (1916–1982), schwedischer Designer
- Stig Lindberg (Leichtathlet) (1931–2010), schwedischer Geher
- Sven Lindberg (* 1979), deutscher Wissenschaftler und Hochschullehrer für Psychologie

### T
- Tomas Lindberg, schwedischer Musiker
- Toni Lindberg (* 1985), finnischer Fußballspieler
- Torsten Lindberg (1917–2009), schwedischer Fußball- und Tischtennisspieler

### U
- Ulrika Lindberg (* 1955), schwedische Wasserspringerin, siehe Ulrika Knape

### V
- Victor Lindberg (1875–1951), neuseeländischer Wasserballspieler
- Vigor Lindberg, schwedischer Fußballspieler
- Viktor Lindberg (* 1996), schwedischer Volleyballspieler

### Y
- Ylva Lindberg (* 1976), schwedische Eishockeyspielerin